# Necrópolis de Gadir

Situación de la Bahía de Cádiz en el primer milenio antes de Cristo.

La Necrópolis de Gadir hace referencia a un conjunto de zonas de enterramientos fenicio-púnicos situadas en varios lugares de la actual ciudad de Cádiz. Si bien es cierto que se la suele asociar con la zona de enterramientos de extramuros de los siglos VII-VI, el término de Necrópolis de Gadir es mucho más amplio tanto en espacio como en cronología.
La ciudad de Gadir se encuadra en las islas Kotinoussa y Erytheia, ambas pertenecientes al archipiélago de las llamadas Islas Gadeiras, el cual junto con el cercano yacimiento arqueológico de Doña Blanca conformaban un área de poblamiento fenicio en la Bahía de Cádiz. No se puede entender Gadir (y por extensión, tampoco su necrópolis) sin conocer la geografía de la zona en la primera mitad del primer milenio antes de Cristo. En este sentido cabe destacar que lo que hoy es la ciudad de Cádiz estaba separada en dos islas (Kotinoussa y Erytheia) por el llamado Canal Bahía-Caleta.

## Primera necrópolis
El origen de la necrópolis va ligado necesariamente al origen de la ciudad fenicia, el cual parece fecharse a finales del siglo IX a. C., en contra de la fecha tradicional que aportan las fuentes escritas, las cuales fechan el origen en torno al 1100 a. C. Este núcleo urbano primitivo parece localizarse en la zona alta de Erytheia, en el área situada entre el Teatro Cómico, el Teatro Andalucía y las calles Cánovas del Castillo y Ancha. La necrópolis de este núcleo primitivo se cree que estaría situada al norte del área citada. Es tradición en la cultura fenicia el separar la necrópolis de la ciudad mediante un curso de agua, en este sentido la situación parecería errónea al no haber cursos de agua entre ambos emplazamientos. La clave se encontraría en el hoy en día desaparecido Arroyo de la Zanja, el cual nacía en el centro de la isla y desembocaba en la Playa de La Caleta, separando así el núcleo urbano primitivo de la necrópolis al norte. Una muestra de esta hipotética necrópolis arcaica se podría encontrar en los yacimientos de la calle Hércules.
Enterramiento de la Casa del Obispo.
Si bien la necrópolis se situó al norte de la isla de Erytheia, en la zona de la Casa del Obispo, ente la Parroquia de Santa Cruz y la Catedral de Cádiz, se ha encontrado un enterramiento bastante inusual y fuera de lo común datado en el siglo VIII a. C. Se trata de un individuo muy destacado enterrado con un anillo con un gran sello y en una estructura construida con el fin de ser vista desde lejos. No se sabe mucho aún de este yacimiento pero debió de tratarse de alguien muy importante ya que el carácter sagrado del terreno ha perdurado hasta nuestros días con el emplazamiento de la Catedral de Cádiz.

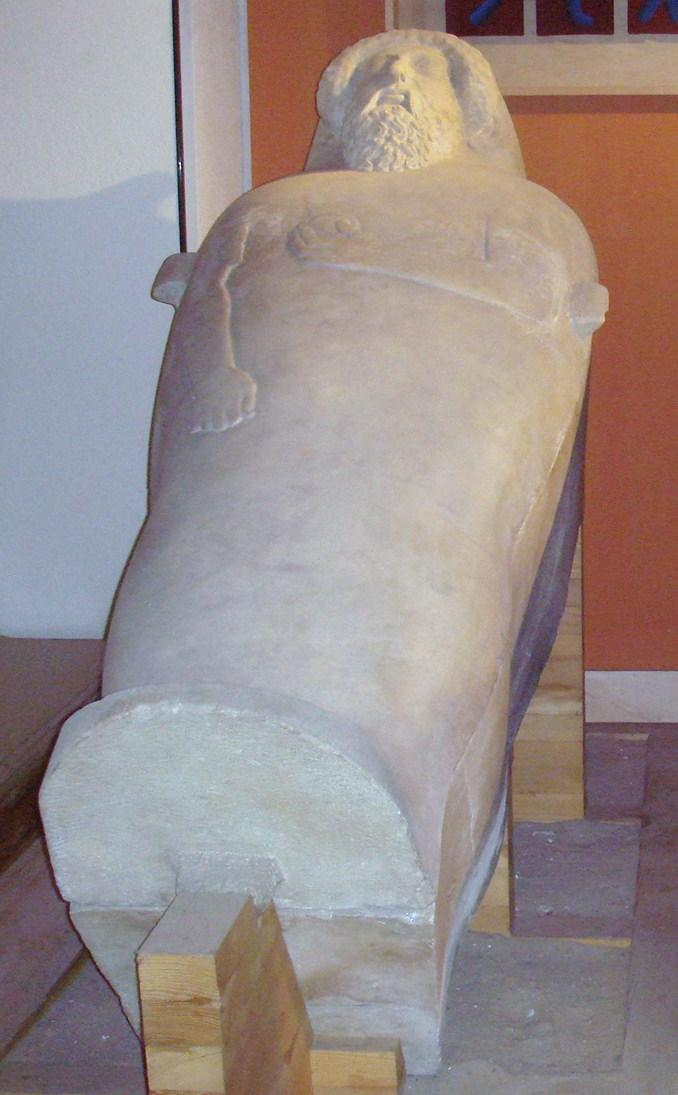
Uno de los dos sarcófagos antropoides encontrados en la necrópolis clásica de Gadir.

## Necrópolis clásica
Esta necrópolis abarca un espacio bastante amplio ya que se extendería desde el barrio de Santa María hasta la Segunda Aguada. En cuanto a la cronología, abarca principalmente los siglos VII y VI a. C. Los enterramientos suelen ser en fosas o en urnas y en las que generalmente se usa el método de la cremación. La sustitución del servicio ritual arcaico habitual (formado por un oinochoe de boca de seta y un jarro trilobulado) por nuevas formas vasculares (platos, ollas, lucernas y cuencos carenados) indica que ya en estos momentos se asiste a un cambio no sólo en las costumbres y creencias funerarias, sino también en la estructura social de estas comunidades.
Esta necrópolis clásica pone en evidencia la importancia de Gadir durante esta época y su relación con Cartago. Lo anterior viene reflejado por la aparición de objetos de procedencia egipcia como vasos de alabastro, joyas de procedencia cartaginesa y objetos tan extraños como una pyxis hallada en  Santa María del Mar. Muchos de estos objetos están expuestos hoy en día en el Museo de Cádiz.
Quizás los hallazgos más espectaculares de la necrópolis sean los dos sarcófagos antropoides encontrados en 1887 y 1980. Se trata de dos piezas de cierta espectacularidad y que debieron pertenecer a dos individuos pertenecientes a la aristocracia de la ciudad. No se descarta que se encuentren más de estos sarcófagos enterrados en el área de la necrópolis clásica.

## Enlaces de interés
- http://www.juntadeandalucia.es/cultura/museos/MCA/
- http://www.juntadeandalucia.es/cultura/agendaandaluciatucultura/evento/yacimiento-arqueol%C3%B3gico-de-gadir

- Datos: Q24090684